# Ilhas Virgens

As Ilhas Virgens dividas em três grupos (britânicas em azul, americanas em vermelho, e espanholas em verde).

As Ilhas Virgens são um arquipélago localizado no Caribe que faz parte das Pequenas Antilhas, a leste da ilha de Porto Rico. Elas formam a fronteira entre o mar do Caribe e o oceano Atlântico. As Ilhas Virgens estão divididas em três zonas:
- As Ilhas Virgens Britânicas (British Virgin Islands, em inglês) são um território dependente do Reino Unido organizado como um território britânico ultramarino e ocupam uma área de 153 quilômetros quadrados.[1]

- As Ilhas Virgens Americanas (United States Virgin Islands, em inglês), antigas Ilhas Virgens Dinamarquesas, pertencentes à Dinamarca, até 1917, quando foram vendidas aos Estados Unidos, por  USD 25 milhões em ouro.[2][3] são um território dependente dos Estados Unidos da América organizado como um "território não incorporado" e ocupam uma área de 346,36 quilômetros quadrados.[4]

- Adicionalmente outras fontes incluem um terceiro grupo: as Ilhas Virgens Espanholas,[5][6] ou Ilhas Virgens Porto-riquenhas, (Vieques, Culebra e outras ilhas menores), que foram colônias da Espanha até 1898,[7][8] agora fazem parte da Comunidade de Porto Rico, e ocupam uma área de 165,1 quilômetros quadrados.

Sua área total é 664,46 km² e sua população de 145.578 habitantes, e o idioma majoritário em ambas é o inglês, seguido do espanhol e do crioulo.
A principal fonte de renda é o turismo.
A capital da porção britânica é Road Town e a capital da porção americana é Charlotte Amalie.

## Personagens ilustres
As Ilhas Virgens são a terra de Tim Duncan, ex-jogador profissional de basquetebol norte-americano que atuava pelo San Antonio Spurs da NBA. 

## Galeria

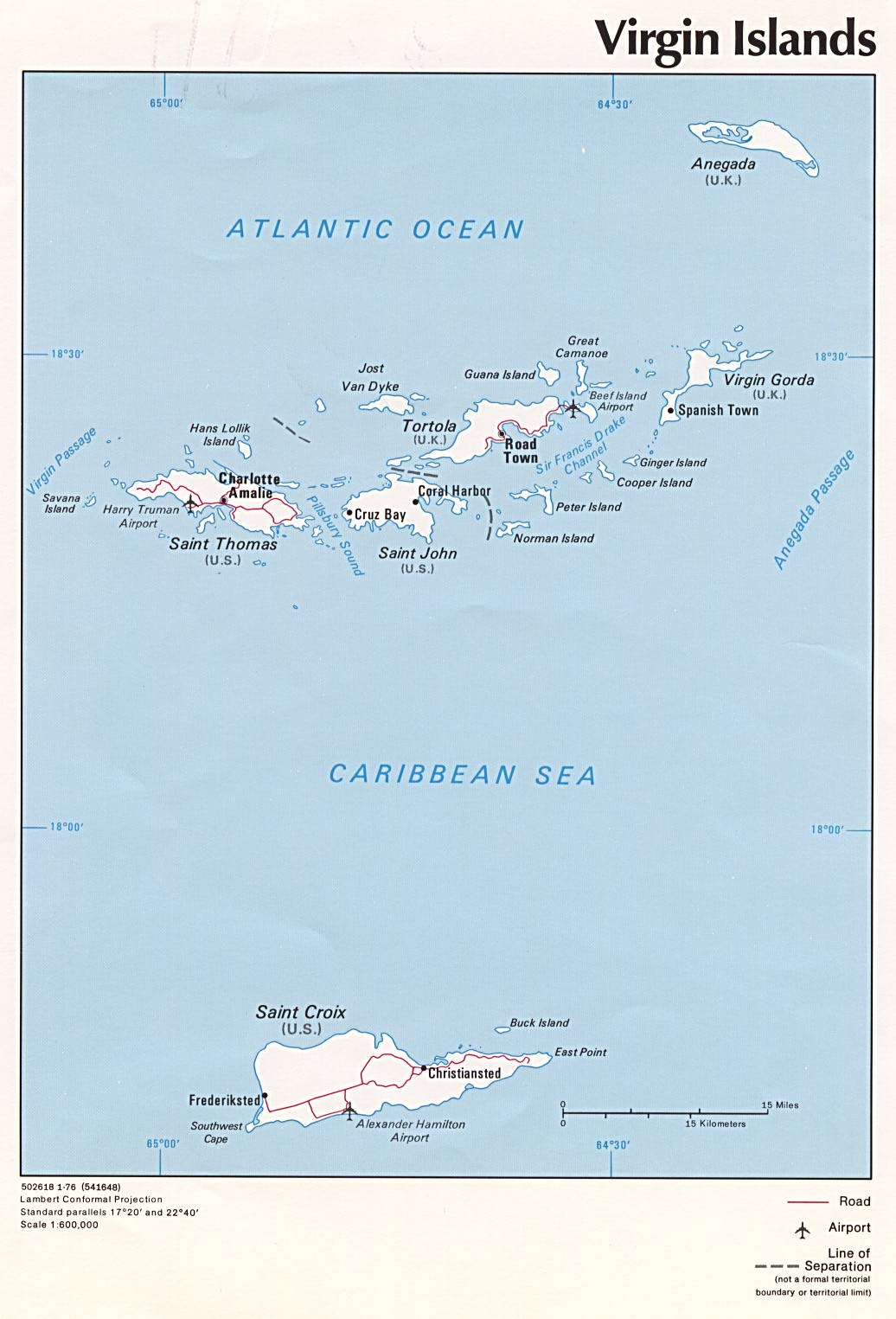
Mapa das Ilhas Virgens
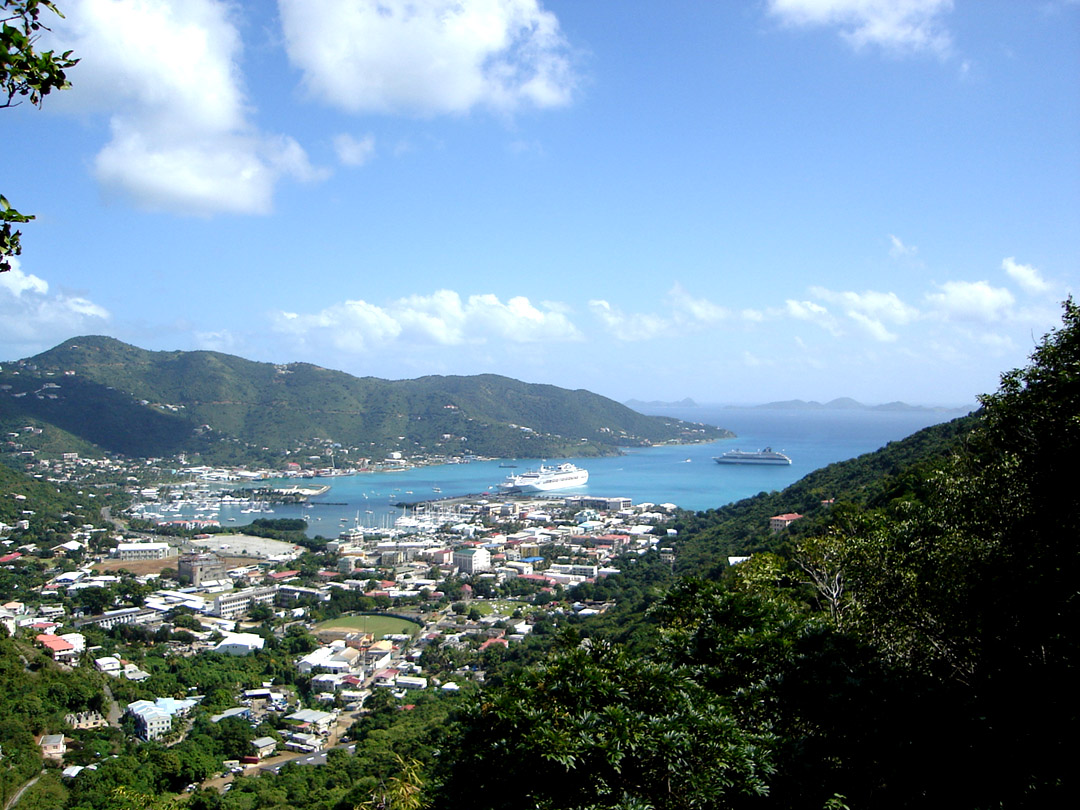
Road Town, na ilha de Tortola, Ilhas Virgens Britânicas
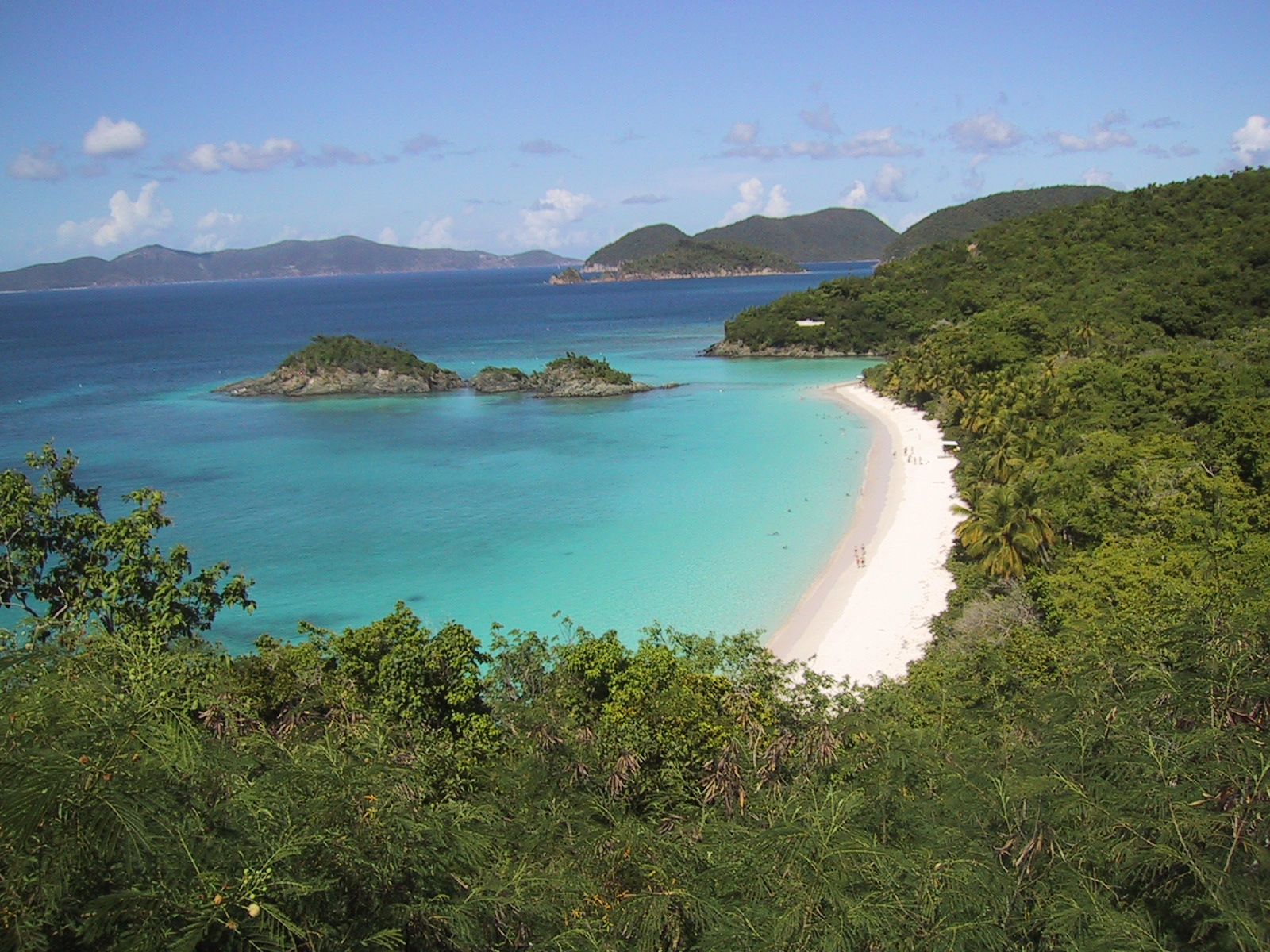
Trunk Bay, na ilha de São João (Saint John)